# Distretto di Varsavia Ovest
Il distretto di Varsavia Ovest (in polacco powiat warszawski zachodni) è un distretto della Polonia appartenente al voivodato della Masovia. Originariamente aveva la sua sede amministrativa a Varsavia, ma nel 2006 è stata spostata nella città di Ożarów Mazowiecki, che si trova 14 chilometri a ovest di Varsavia.

## Storia

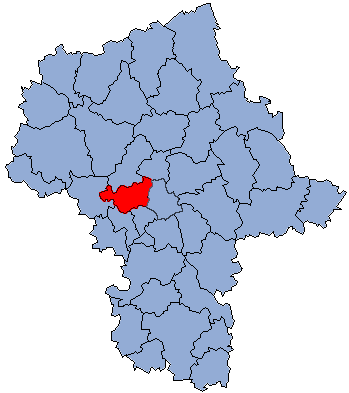
Localizzazione del distretto all'interno del voivodato della Masovia

Dal 1975 al 1998 i comuni dell'attuale distretto appartenevano amministrativamente al voivodato di Varsavia.

Il distretto di Varsavia Ovest è stato creato il 1º gennaio 1999, in seguito alla riforma nazionale approvata dal governo locale nel 1998 e riguardante il voivodato della Masovia.

## Società

### Evoluzione demografica
I dati demografici della tabella sotto riportata sono aggiornati al 30 giugno 2005:
| Descrizione | Totale  | Totale | Femmine | Femmine | Maschi | Maschi |
| ----------- | ------- | ------ | ------- | ------- | ------ | ------ |
| Unità       | Numero  | %      | Numero  | %       | Numero | %      |
| Popolazione | 100 330 | 100    | 51 805  | 51,63   | 48 525 | 48,37  |
| Urbana      | 36 579  | 36,46  | 19 150  | 19,09   | 17 429 | 17,37  |
| Rurale      | 63 751  | 63,54  | 32 655  | 32,55   | 31 096 | 30,99  |

## Geografia antropica

### Suddivisioni amministrative
Il distretto comprende 7 comuni.
- Comuni urbano-rurali: Błonie, Łomianki, Ożarów Mazowiecki
- Comuni rurali: Izabelin, Kampinos, Leszno, Stare Babice

### Distretti confinanti
Il territorio del distretto di Varsavia Ovest confina a nord con i distretti di Nowy Dwór Mazowiecki e Legionowo, a est con il comune distrettuale di Varsavia, a sud con il distretto di Pruszków, a sud-ovest con quello di Grodzisk Mazowiecki e a ovest con quello di Sochaczew.